# Gymnasium Bad Waldsee
Das allgemeinbildende staatliche Gymnasium Bad Waldsee liegt auf dem Döchtbühl, einer Anhöhe am Rand der historischen Altstadt von Bad Waldsee. Es ist das einzige Gymnasium am Ort. Die Schule wird als Ganztagsschule geführt. In der Nähe der Schule liegt die 2009 eingeweihte Mensa, eine Mediothek und eine Multifunktionshalle.
Die Schule ist Bestandteil des dortigen Bildungszentrums, bestehend aus Gymnasium, Realschule, Grund- und Werkrealschule, Förderschule, Kinder- und Jugendakademie, Hektorakademie und Jugendmusikschule. Die Jugendmusikschule ist in den Räumen des Gymnasiums untergebracht. Seit 2009 gehört zum Bildungszentrum eine gemeinsame Mensa, seit 2014 eine Kindertagesstätte.

## Schulbeschreibung

### Geschichte
Die ersten Vorläufer des heutigen Gymnasiums gehen in die Zeit der Gründung des Augustiner-Chorherrenstifts Bad Waldsee im 12. Jahrhundert zurück. 1222 taucht mit Henricus scolasticus von Walse der erste namentlich bekannte Lehrer auf. Ob es neben der Klosterschule eine eigene städtische Schule gab, ist nicht klar.
Bis 1969 war die Schule Progymnasium. 1971 zog sie vom historischen Gebäude am Stadtsee auf den Döchtbühl. 2004 wurde das achtjährige Gymnasium eingeführt. Seit 2008 ist es eine Ganztagesschule.
Wie alle allgemeinbildenden Gymnasien im Land Baden-Württemberg führte auch das Bad Waldseer Gymnasium 2004 das achtjährige Gymnasium (G 8) ein. Aufgrund seines umfassenden pädagogischen Ansatzes wurde die Schule 2013 als eines von 44 Gymnasien und als einziges Gymnasium im Landkreis Ravensburg als G 9-Modellschule ausgewählt. Das Gymnasium Bad Waldsee ist seit dem Schuljahr 2008/2009 eine offene Ganztagsschule. Der Unterricht findet sowohl am Vor- als auch an einigen Tagen am Nachmittag statt. Die Schule ist durchgängig dreizügig.

### Daten
Ca. 600 Schüler besuchen die Schule, wobei das Einzugsgebiet bis in den angrenzenden Kreis Biberach reicht. Die Schüler werden von ca. 60 Lehrkräften unterrichtet. Alle naturwissenschaftlichen Räume und die Sporthalle wurden in den letzten Jahren vollkommen neu eingerichtet.

### Leitbild
Im Jahr 2008 hat sich die Schule ein Leitbild gegeben, das aus dreijährigen so genannten SEIS-Befragungen aller Eltern, Lehrkräfte und Schüler hervorging. Entsprechend der pädagogischen Ausrichtung sind die Werte Transparenz, Wertschätzung und Kommunikation die zentralen Bestandteile des Unterrichts und der Zusammenarbeit in den Schulgremien.
Transparenz: Wir legen Entscheidungsvorgänge offen und informieren uns gegenseitig angemessen, verständlich und nachvollziehbar.
Wertschätzung: Wir gehen wertschätzend miteinander um, würdigen unsere Stärken und respektieren uns in unserer Unterschiedlichkeit.
Kommunikation: Wir fördern technische Kenntnisse der modernen Kommunikation und legen Wert auf soziale Fähigkeiten im täglichen Miteinander.
Die drei Begriffe werden auch durch die drei Punkte im Schullogo symbolisiert.

## Pädagogische Ausrichtung

### Ganztagesschule in offener Form
Seit dem Schuljahr 2008/2009 wird die Schule als Ganztagesschule in offener Form geführt. Damit wurde der seinerzeitigen Umstellung auf das G 8 und des damit verbundenen Unterrichts am Nachmittag Rechnung getragen. Besondere Angebote während der Mittagspause und die Hausaufgabenbetreuung stellen sicher, dass auch jüngere Schüler in dieser Zeit betreut werden. In unmittelbarer Nähe der Schule liegt die im Jahr 2009 eingeweihte Mensa. Das Gebäude beinhaltet zusätzlich eine Cafeteria sowie eine über 5000 Medien umfassende Mediothek und eine Multifunktionshalle sowie einen Spieleparcours.

### Pädagogische Besonderheiten
„Herzstücke“ am Gymnasium sind die seit 2007 ausgebaute „Förderkultur“ und die im Januar 2008 initiierte „ELSA-Arbeit“ mit Steuergruppe und Projektgruppen (Projekte, jeweils bestehend aus der Zusammenarbeit von Eltern, Lehrkräften und Schülern).
Neben dem eigentlichen Unterricht hat das Gymnasium diverse Schwerpunkte entwickelt:
- Das Sozialprogramm, d. h. Förderung des sozialen Lernens aller Beteiligten in der Schule. Maßnahmen sind z. B. Übernahme von Patenschaften in Afrika und des Kinderhospizes Bad Grönenbach, Hausaufgabenbetreuung, besondere Unterstützung schwächerer Schüler, Mottomonate zum respektvollen Umgang miteinander, Schulsanitätsdienst, diverse regelmäßige Veranstaltungen mit Unterstützung des Fördervereins, Teilnahme am Compassion-Projekt.
- Das Ökoprogramm, d. h. Förderung des ökologischen Lernens. Maßnahmen sind z. B. die Ausbildung von Ökomentor(inn)en, ausschließliche Verwendung von Recyclingpapier, 50/50-Projekt zur nachhaltigen Energieeinsparung, Aufbau und Pflege einer Streuobstwiese.
- Das Sportprogramm, d. h. Beitrag zu Bewegung und Gesundheit der Schüler. Diverse Schüler und Mannschaften der Schule belegen regelmäßig in überregionalen Wettkämpfen Spitzenplätze.
- Das Demokratieprogramm, d. h. Förderung der Toleranz gegenüber Andersdenkenden, Initiierung gruppendynamischer Prozesse und Erziehung zu demokratischer Partizipation. Maßnahmen sind hierzu z. B. mehrere Eltern-Lehrer-Schüler-Arbeitskreise (ELSA) zu unterschiedlichen schulischen Themengebieten (besondere Auszeichnung durch das Regierungspräsidium Tübingen), feste Gesprächstermine der Schulleitung mit der SMV oder die gemeinsame Planung und Durchführung des jährlichen Schulfestes, Lions-Quest-Ausbildung für einen Großteil der Lehrkräfte.
- Das Berufsfindungsprogramm, d. h. Förderung der Informierung der Schüler über berufliche Perspektiven nach der Schule bzw. dem Studium. Maßnahmen sind z. B. Sponsoring von beruflichen Diagnosetests durch örtliche Unternehmen, Bildungspartnerschaften mit der örtlichen Wirtschaft, Careerday für die Schüler der Oberstufe mit Referenten aus der Praxis, BOGY-Woche (Berufs- und Studienorientierung an Gymnasien) in Klasse 10, sowie das Sozialpraktikum „Compassion“ in Klasse 11.

## Besondere Auszeichnungen
- Auszeichnung als eine von 50 „Europaschulen Baden Württemberg“ am 4. Februar 2025 im Schloss Stuttgart
- Auszeichnung als „MINT-freundliche“ Schule
- Auszeichnung als „Schule ohne Rassismus - Schule mit Courage“